# Peggys sång
"Peggys sång" är en låt från filmen Hunden som log från 1989, som sjungs av Malin Nilsson. Texten är skriven av Ulf Stark och musiken är komponerad och producerad av Thomas Lindahl. På Lindahls CD Filmmusik finns både en version med sång och en instrumental version under namnet "Hunden som log". Låten har även förekommit i filmen Sunes sommar från 1993. Woodstock från Växjö har även framfört den på Roskildefestivalen 2008 och Maria Lithell gjorde en cover på den 2020. 